# Mohammad al-Azemi
Mohammad Mutlaq Khalaf al-Azemi (arabisch محمد مطلق خلف العازمي, DMG Muḥammad Muṭlaq Ḫalaf al-ʿĀzimī; * 16. Juni 1982 in Kuwait) ist ein ehemaliger kuwaitischer Leichtathlet, der sich auf den Mittelstreckenlauf spezialisiert hat.

## Sportliche Laufbahn
Erste Erfahrungen bei internationalen Meisterschaften sammelte Mohammad al-Azemi im Jahr 1998, als er bei den Panarabischen Juniorenmeisterschaften in 1:53,91 min die Bronzemedaille im 800-Meter-Lauf gewann. Im Jahr darauf gewann er bei den Jugendweltmeisterschaften in Bydgoszcz in 1:51,24 min die Bronzemedaille und gewann anschließend bei den Juniorenasienmeisterschaften in Singapur in 1:49,53 min die Silbermedaille. 2000 gewann er bei den Panarabischen Juniorenmeisterschaften in Damaskus in 1:50,99 min die Silbermedaille und im Jahr darauf gewann er bei den Juniorenasienmeisterschaften in Bandar Seri Begawan in 1:52,46 min die Bronzemedaille. Zudem wurde er bei den Militärweltspielen in Beirut in 1:49,57 min Vierter. 2003 schied er bei den Hallenweltmeisterschaften in Birmingham mit 1:50,41 min im Vorlauf aus, wie auch bei den Leichtathletik-Hallenweltmeisterschaften 2004 in Budapest mit 1:51,80 min. Zudem qualifizierte er sich in diesem Jahr erstmals für die Teilnahme an den Olympischen Spielen in Athen, bei denen er mit 1:47,67 min in der ersten Runde aus.
2005 belegte er bei den Islamic Solidarity Games in Mekka in 1:47,95 min den vierten Platz und erreichte anschließend bei den Weltmeisterschaften in Helsinki das Halbfinale, in dem er mit 1:48,02 min ausschied. Bei den Asienmeisterschaften in Incheon belegte er in 1:46,67 min Rang fünf und gewann anschließend bei der erstmals ausgetragenen Hallenasienspielen in Bangkok in 1:52,40 min die Bronzemedaille hinter dem Inder Ghamanda Ram und Salem Amer al-Badri aus Katar. Anfang Dezember wurde er bei den Westasienspielen in Doha in 1:54,24 min Sechster. Im Jahr darauf nahm er erstmals an den Asienspielen ebendort teil und gewann dort in 1:46,25 min die Silbermedaille hinter dem Bahrainer Yusuf Saad Kamel. 2007 schied er bei den Weltmeisterschaften in Osaka mit 1:50,28 min im Halbfinale aus und siegte anschließend bei den Hallenasienspielen in Macau in 1:49,62 min über 800 Meter und belegte mit der Staffel in 3:23,25 min den sechsten Platz. 2008 qualifizierte er sich erneut für die Olympischen Spiele in Peking und erreichte diesmal das Halbfinale, in dem er mit 1:47,65 min ausschied.
2009 schied er bei den Weltmeisterschaften in Berlin mit 1:51,73 min in der Vorrunde aus und gewann anschließend bei den Arabischen Meisterschaften in Damaskus in 1:46,91 min die Silbermedaille hinter dem Bahrainer Belal Mansoor Ali. Anfang November gewann er dann bei den Hallenasienspielen in Hanoi in 1:48,93 min die Silbermedaille hinter dem Iraner Sajjad Moradi und bei den Asienmeisterschaften in Guangzhou gewann er in 1:48,93 min ebenfalls die Silbermedaille hinter Moradi. 2010 siegte er bei den Hallenasienmeisterschaften in Teheran in 1:53,22 min und schied anschließend bei den Hallenweltmeisterschaften in Doha mit 1:52,54 min im Vorlauf aus. Ende November nahm er erneut an den Asienspielen in Guangzhou teil und belegte dort in 1:47,51 min den sechsten Platz. 2011 siegte er bei den Asienmeisterschaften in Kōbe in 1:46,14 min über 800 Meter sowie in 3:42,49 min auch im 1500-Meter-Lauf. Anschließend erreichte er bei den Weltmeisterschaften in Daegu das Halbfinale, konnte dort sein Rennen aber nicht beenden. Schließlich gewann er bei den Arabischen Meisterschaften in al-Ain in 1:53,35 min die Silbermedaille hinter dem Sudanesen Abdulkader el-Nasser. Im Jahr darauf verteidigte er bei den Hallenasienmeisterschaften in Hangzhou mit neuem Hallenrekord von 1:47,37 min seinen Titel und qualifizierte sich zum dritten Mal für die Olympischen Spiele in London, bei denen er diesmal im Vorlauf disqualifiziert wurde.
2013 konnte er bei den Asienmeisterschaften in Pune seinen Finallauf über 800 Meter nicht beenden und im Jahr schied er bei den Asienspielen in Incheon mit 1:51,63 min in der Vorrunde aus, woraufhin er seine aktive sportliche Karriere im Alter von 32 Jahren beendete.
In den Jahren 2004 und 2005 sowie 2007 und 2009 wurde al-Azemi kuwaitischer Meister im 800-Meter-Lauf sowie 2006 und 2009 auch über 1500 Meter.

## Persönliche Bestzeiten
- 800 Meter: 1:44,13 min, 3. Juli 2006 in Athen (kuwaitischer Rekord)
  - 800 Meter (Halle): 1:47,37 min, 19. Februar 2012 in Hangzhou (kuwaitischer Rekord)
- 1000 Meter: 2:15,84 min, 5. Juni 2011 in Rabat (kuwaitischer Rekord)
- 1500 Meter: 3:37,95 min, 12. Juni 2013 in Dakar (kuwaitischer Rekord)